# زیگفرید وولف
زیگفرید وولف (به آلمانی: Siegfried Wolf) بازیکن فوتبال و هافبک اهل آلمان شرقی بود که از سال ۱۹۵۵ میلادی عضو تیم ملی فوتبال آلمان شرقی بوده‌است. وی در ۱۷ بازی ملی حضور داشته و در بازی‌های ملی‌اش گلی به ثمر نرساند. زیگفرید وولف آخرین بازی ملی خود را در سال ۱۹۵۹ میلادی انجام داد.